# Бней Берак
Бней Берак (на иврит: בְּנֵי בְּרַק) е град в Телавивски окръг, Израел. Населението му е 193 774 жители (по приблизителна оценка от декември 2017 г.). Площта му е 7,088 кв. км. Намира се източно от Тел Авив. Градът е основан през 1924 г. Името на града идва от името на библейски град, който се е намирал на 4 км южно от сегашния Бней Берак.